# ریخته‌گری مداوم (پیوسته)

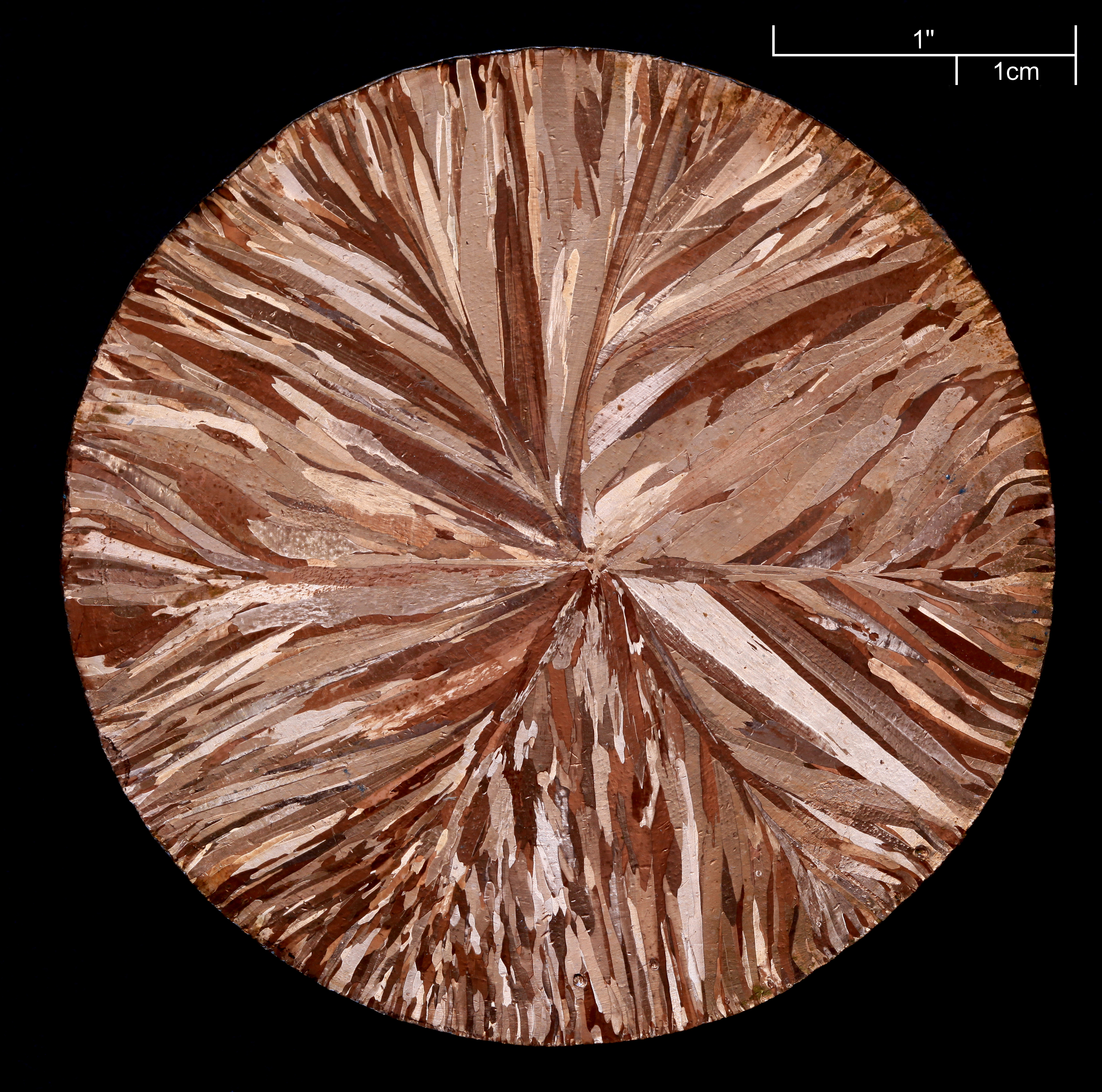
تصویر میکروسکوپی مس که به‌طور ریخته‌گری پیوسته ریخته شده‌است. (۹۹٫۹۵٪ خالص) ∅ ≈ 83 mm

ریخته‌گری پیوسته، فرایندی است که در آن فلز مذاب برای کاربردهای پسین، به صورت محصولات نیمه‌ساخته ریخته‌گری (همانند شمشال، شمشه و تختال) تولید می‌شوند.
در سال ۱۹۵۰؛ برای تولید شمش، فولاد در قالب‌های ثابت ریخته می‌شد. از آن پس ریخته‌گری پیوسته در جهت افزایش کیفیت و کاهش هزینه‌های تولید پیشرفت‌های بسیاری کرد. این روش به دلیل داشتن هزینهٔ ذاتی کم و کیفیت بیشتر و همچنین داشتن کنترل در طول فرایند بسیار متداول است.
در واقع؛ شمش‌های آلومینیوم، برنج، مس، چدن و فولاد با مقطع مربعی، شش گوش و سایر مقطع تولید می‌شوند. مذاب با نیروی ثقل به داخل کریستالیزاتور هدایت می‌شود. شمش منجمد شده از مذاب، توسط سیستم کشنده به پایین کشیده می‌شود.
هنری بسمر، مشهور جهت فرایند بسمر، در سال ۱۸۵۷ حق امتیازی برای ریخته‌گری بین دو میلهٔ نورد دریافت کرد. اساس این فرایند، امروزه در ریخته‌گری نوار فولادی استفاده می‌شود.

## مواد اولیه و فرایند

### فولاد کم کربن

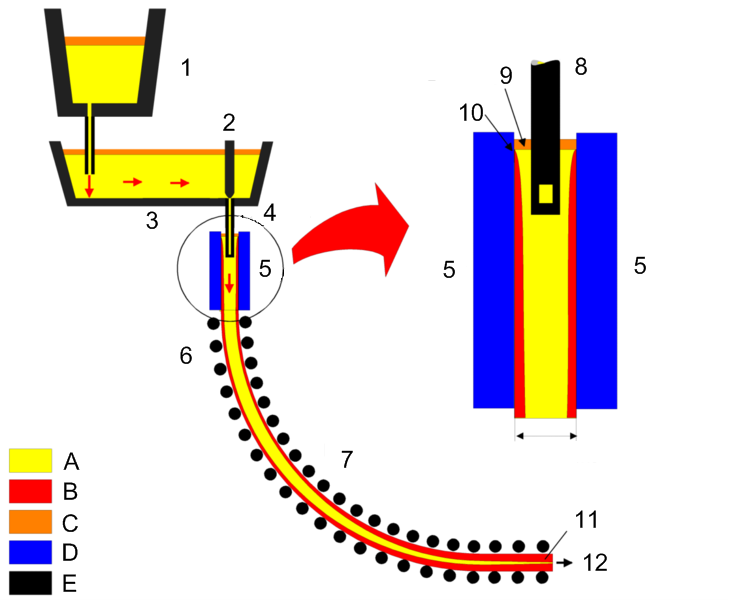
ریخته‌گری پیوسته. ۱: دهانه ۲: درپوش. ۳: مخزن. ۴: لوله. ۵: قالب. ۶: ساپورت غلتک. ۷: محل تراشکاری. ۸: لوله. ۹: سطح حمام. ۱۰ سطح منحنی. ۱۱: واحد بازگیری. ۱۲: قطعه. A: فلز مذاب. B: فلز منجمد. C: سرباره. D: صفحات خنک‌کننده مسی. E: فلزات دیرگداز.

فلز مذاب از طریق دهانه داخل کوره ریخته می‌شود. پس از انجام عملیات مربوط به دهانه؛ همچون ترکیب آلیاژی، گاز زدایی یا رساندن به دمای مناسب، تغذیه به قسمت بالایی دستگاه ریخته‌گری انتقال می‌یابد. معمولاً دهانه در محفظهٔ گردانی در بالای دستگاه ریخته‌گری قرار می‌گیرد. یکی از منابع تغذیه به صورت on-cast (درحال تغذیهٔ دستگاه ریخته‌گری) و منبع دیگر به حالت off-cast آماده می‌باشد و هنگامی که منبع تغذیه اولیه خالی شد، جایگزین آن می‌شود.
فلز داغ از منبع تغذیه توسط لولهٔ دیرگداز وارد حمام ثابتی به نام تاندیش می‌شود. تاندیش به مخزن فلز اجازه می‌دهد هنگام تغذیهٔ دستگاه ریخته‌گری، منبع‌های تغذیه جایگزین شوند. همچنین به عنوان یک حائل در برابر فلز داغ عمل کرده و به تدریج سیالیت فلز را کاهش می‌دهد. همین‌طور موجب تنظیم مقدار تغذیه لازم برای قالب‌ها و در نهایت تمیزکاری دستگاه می‌شود.

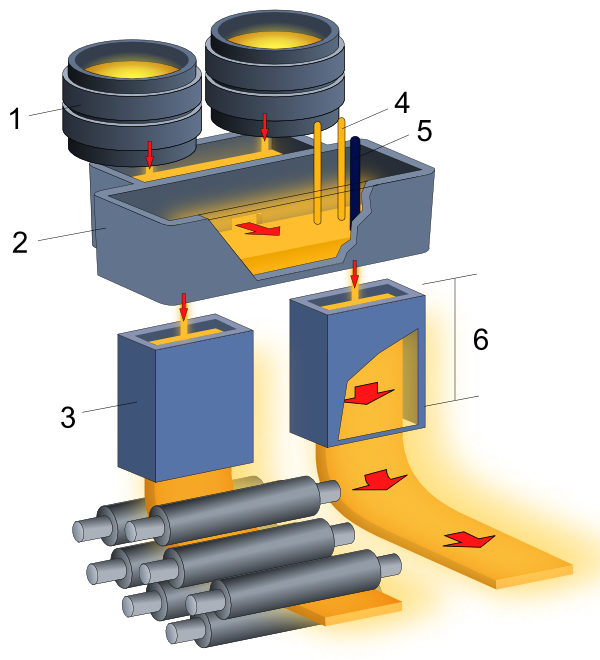
ریخته‌گری پیوسته (قالب و مخزن)۱: دهانه. ۲: مخزن. ۳: قالب. ۴: شعله. ۵: درپوش. ۶ناحیه صافکاری

فلز توسط لولهٔ دیگری از تاندیش تخلیه شده و درون قالب باز مسی ریخته می‌شود. عمق قالب می‌تواند بین ۰٫۵ الی ۲ متر (۲۰ الی ۷۹ اینچ)، بسته به سرعت ریخته‌گری یا اندازهٔ قسمت، تغییر کند. سپس قالب آب سرد می‌شود تا فلز به‌طور مستقیم منجمد شود. این اولین مرحله از روش خنک کاری می‌باشد. همچنین به صورت عمودی (و یا در یک راه منحنی عمودی) نوسان می‌کند تا مانع چسبیدن فلز به دیواره‌های قالب شود. یک سیال روان‌کار (و یا گاهی به صورت پودری که در برخورد با فلزات یا مایعات ذوب می‌شود) اضافه می‌شود تا مانع چسبیدن و باقی ماندن ذرت در قالب شود – همچون ذرات اکسیدی- که امکان دارد روی فلز باشد و باعث شود روی مذاب جمع شود و یک لایه از ذرات و خاکستر را تشکیل دهد. لوله‌ای در قسمت پایین تعبیه شده‌است که مذاب نهفته در زیر لایهٔ ذرات را خارج می‌کند. به این لوله «نازل ورودی زیرآب» (SEN) گفته می‌شود. در برخی موارد لوله‌ها بین تاندیش و قالب استفاده نمی‌شوند. (ریخته‌گری ریزش باز)؛ در این موارد نازل‌های قابل سنجش و تنظیم، که در قسمت انتهایی تاندیش قرار دارند، موجب هدایت فلز به داخل قالب می‌شوند. در برخی از طرح‌های ریخته‌گری پیوسته چندین قالب از یک تاندیش تغذیه می‌شوند.
در قالب، یک لایهٔ نازک از فلز سریع تر از قسمت درونی منجمد می‌شوند، که استرند نامیده می‌شود، درون اتاقک اسپری برده می‌شود. حجم فلز داخل دیواره‌های استرند همچنان مذاب می‌باشد. استرند بلافاصله توسط فضای بستهٔ ریل‌های خنک‌کننده حمایت می‌شود. در واقع از فشار فروستاتیک بر دیواره‌های استرند در برابر مایع در حال انجماد، جلوگیری می‌کند. برای بالا بردن میزان انجماد، استرند در اتاقک اسپری توسط حجم زیادی از آب اسپری می‌شود. این دومین مرحله از عملیات خنک کاری است. انجماد نهایی استرند معمولاً بعد از بیرون آمدن از اتاقک اسپری صورت می‌گیرد.
در این قسمت، طراحی دستگاه ریخته‌گری پیوسته، ممکن است متفاوت باشد. این توضیحی از یک دستگاه ریخته‌گری «پوشش منحنی» است؛ حالت کلی عمودی نیز مورد استفاده قرار می‌گیرد. در دستگاه ریخته‌گری پوشش منحنی، استرند قالب را به‌طور عمودی خارج می‌کند (و یا در مسیر مشابه عمودی) و همچنان که از اتاقک اسپری عبور می‌کند، ریل‌ها به‌تدریج استرند را به صورت افقی منحرف می‌کنند. در دستگاه ریخته‌گری عمودی، استرند در حال عبور از اتاقک اسپری حالت عمودی خود را حفظ می‌کند. قالب‌ها در این نوع دستگاه می‌توانند به صورت مستقیم یا منحنی، بسته به طراحی اصلی دستگاه قرار بگیرند.
در دستگاه‌های افقی ریخته‌گری، محور قالب افقی بوده و جریان فولاد نیز به صورت افقی از مایع به لایهٔ نازک منجمد می‌شود. (بدون خم شدن) در این روش نوسان‌های استرند یا قالب مانع چسبیدن فلز به قالب می‌شود.
پس از خروج از اتاقک اسپری، استرند از درون ریل‌های صاف‌کننده و بازگیری عبور می‌کند. امکان دارد پس از بازگیری یک مرحله نورد داغ استرند هم وجود داشته باشد تا از حالت داغ بودن فلز استفاده کرده و استرند پایانی را تحت شکل‌دهی قرار دهند. در نهایت، استرند در اندازه‌های از پیش تعیین شده بریده می‌شود. این کار توسط برش مکانیکی یا حرکت مشعل اکسی استیلن انجام می‌گیرد. سپس به انبار یا انجام دیگر عملیات شکل‌دهی برده می‌شود.
در بیشتر موارد استرند در ریل‌های بعدی با سازوکارهای متفاوت قرار می‌گیرد، همچون نورد، کشش یا حدیده کاری تا به فلز به شکل پایانی خود درآید.

### دستگاه‌های ریخته‌گری برای آلومینیوم و مس

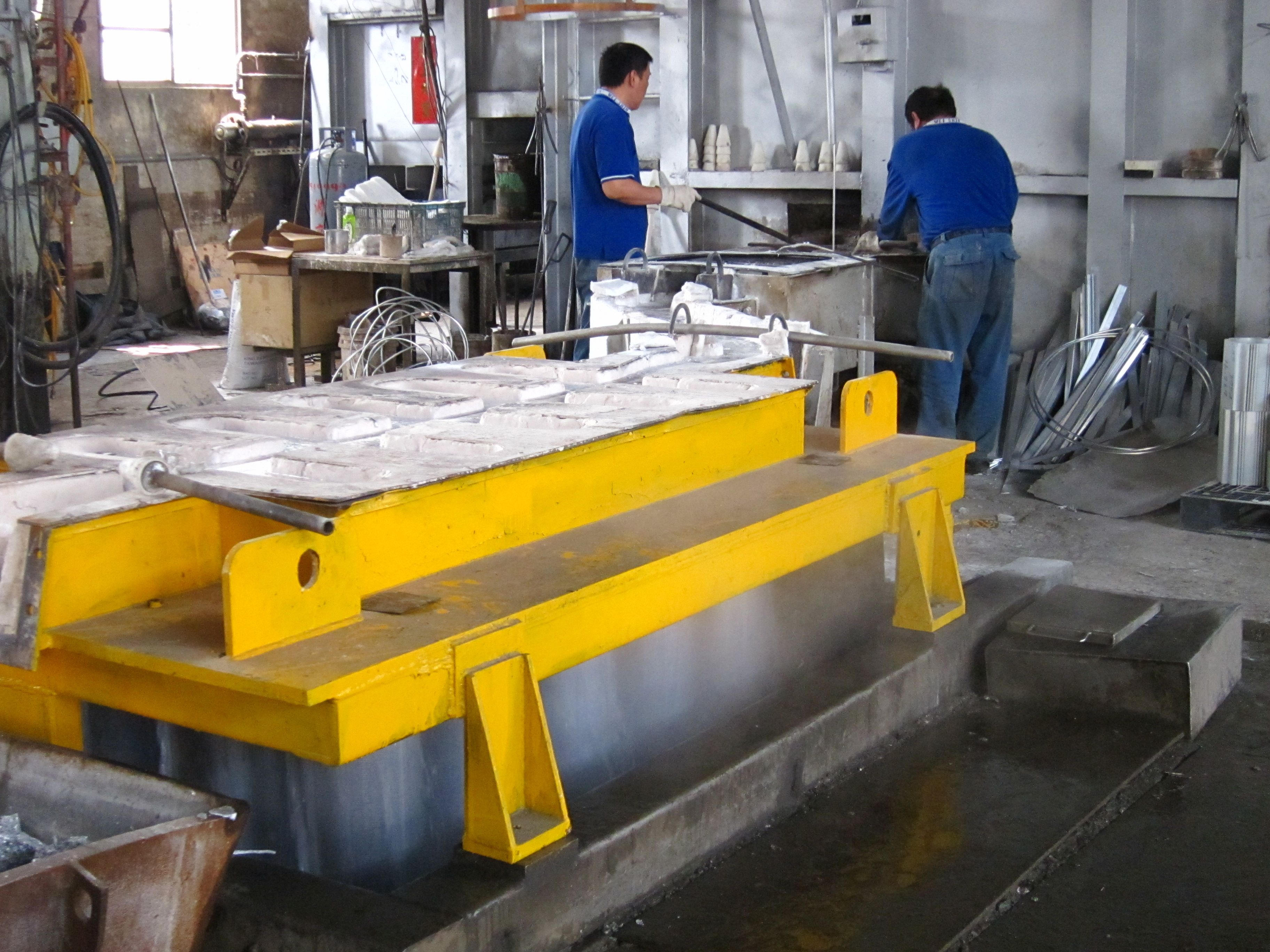
فرایند پیوسته گرم به صورت عمودی (آلومینیوم)

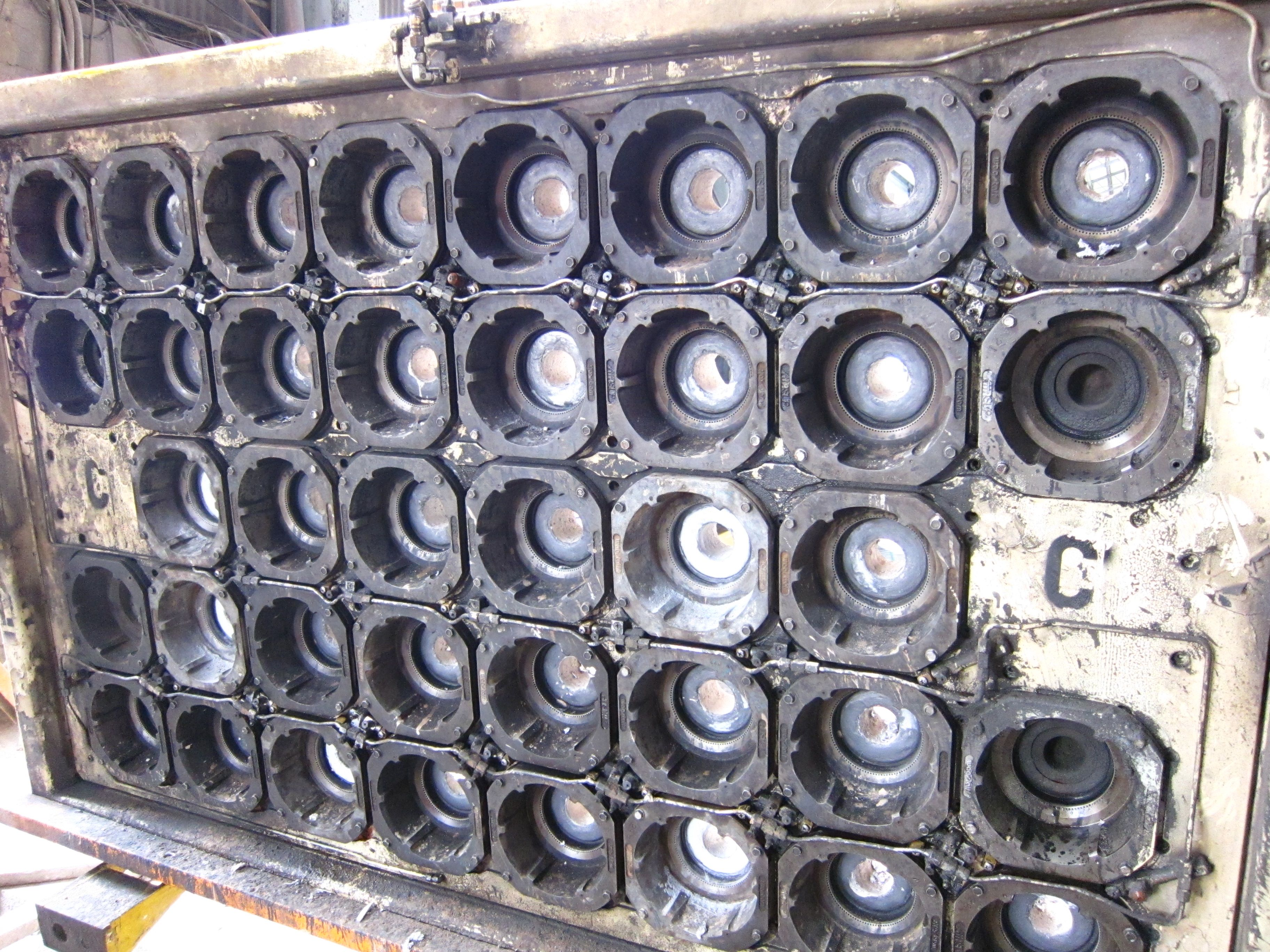
انتهای قالب‌های ریختهٔ تحت فشار

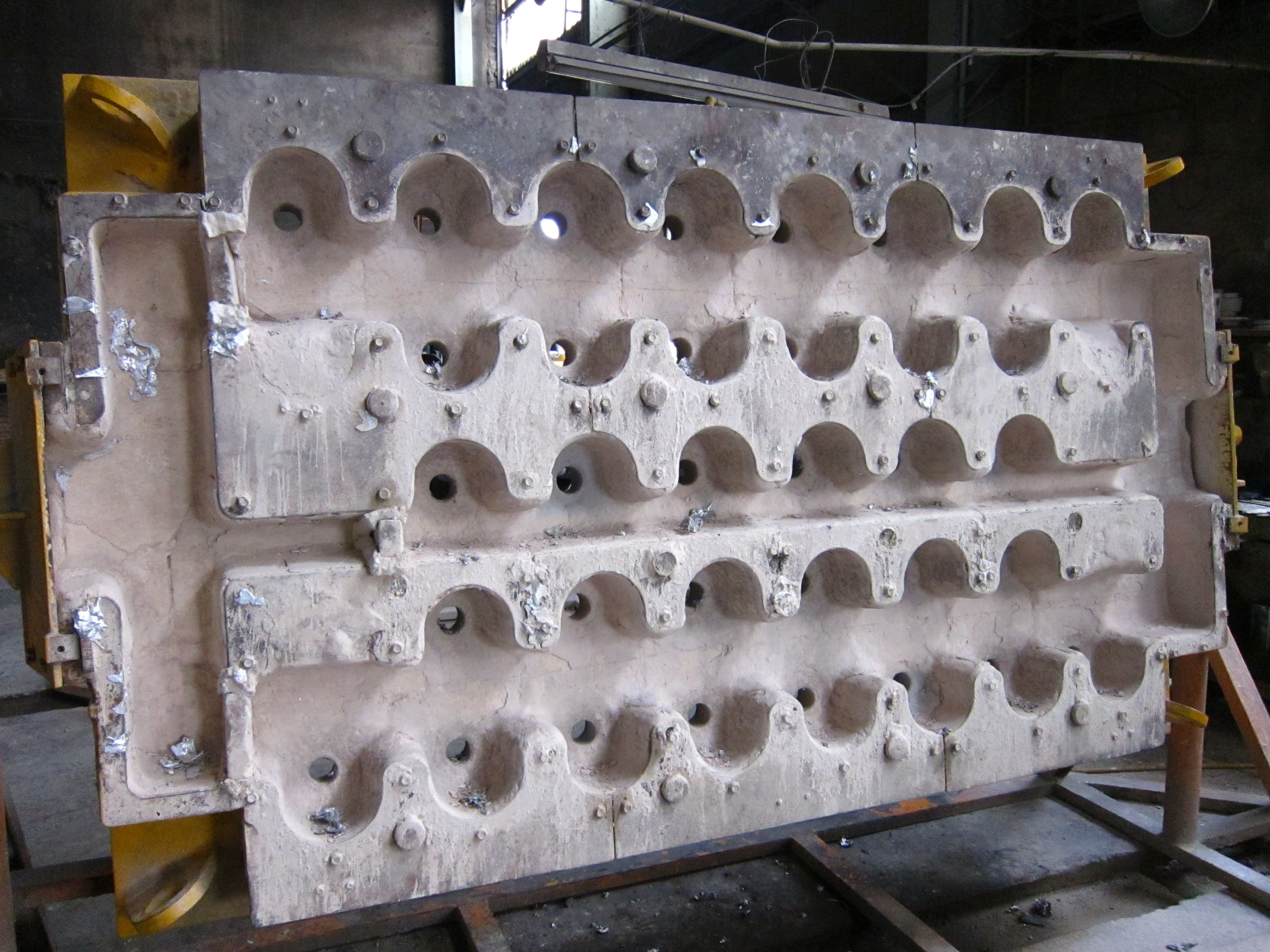
آلومینیوم ذوب شده داخل قالب ریخته‌گری تحت فشار ریخته می‌شود. (دید از بالا)

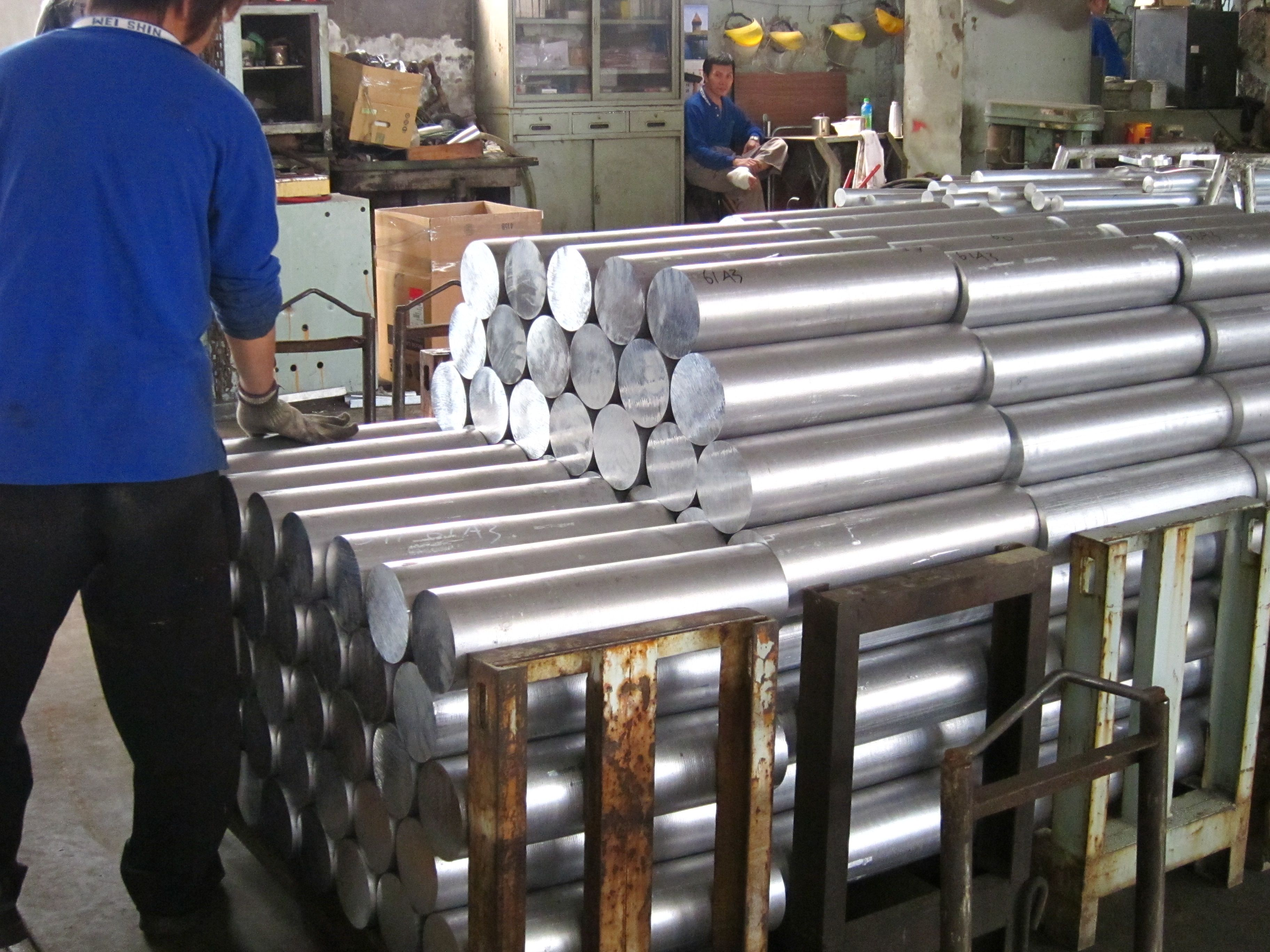
آلومینیوم‌های آماده شده بعد از برش

آلومینیوم و مس می‌توانند به صورت افقی نیز ریخته‌گری شوند و بسیار آسان تر به صورت نیمه آماده ریخته شوند. بخصوص باریکه (نوار نازک) به دلیل دمای ذوب پایینی که دارند.

### محدوده تقسیمات ریخته‌گری پیوسته
- ماشین‌های ریخته‌گری برای شمشال، شمشه و تختال طراحی شده‌اند.
- نورد تختال برای ریخته‌گری قسمت‌هایی به کار می‌روند که پهنای بیشتری نسبت به کلفتی دارند.
  -  به‌طور قراردادی عرض این تختال‌ها در محدودهٔ ۱۰۰ – ۱۶۰۰ میلی‌متر و ارتفاع ۱۸۰ – ۲۵۰ میلی‌متر و طولی تا حداکثر ۱۲ متر می‌باشند. همچنین سرعت ریخته‌گری به‌طور قراردادی حداکثر تا ۱٫۴ متر بر دقیقه می‌باشد.
  -  تختال‌های عریض تر حداکثر با ۱۵۰ × ۳۲۵۰ میلی‌متر نیز موجود می‌باشد.
  -  تختال‌های کلفت‌تر حداکثر با ۴۵۰ × ۲۲۰۰ میلی‌متر نیز موجود می‌باشند که برای موارد خاصی از فولادها، به‌طور معمول از ۲۰۰ میلی‌متر تا ۳۰۰ میلی‌متر، کاربرد دارند.
  -  تختال نازک (فولاد کم کربن): ۵۰ × ۱۶۸۰ میلی‌متر برای نوع بخصوصی از ۴۰ میلی‌متر تا ۱۱۰ میلی‌متر کلفتی را شامل می‌شود که بسته به نوع طراحی هر دستگاه متفاوت می‌باشد.
- به‌طور قراردادی نورد شمشه‌ها قسمت‌های بالای ۲۰۰ × ۲۰۰ میلی‌متر را ریخته‌گری می‌کنند. طول شمشه می‌تواند بین ۴ – ۱۰ متر متغیر باشد.
- نورد شمشال‌ها برای ریخته‌گری قسمت‌های کوچکتر بکار می‌روند، به‌طور مثال کمتر از ۲۰۰ میلی‌متر مربع و طول حداکثر ۱۲ متر. سرعت ریخته‌گری می‌تواند تا ۴ متر بر دقیقه پیش برود.
- قطر: ۵۰۰ میلی‌متر یا ۱۴۰ میلی‌متر
- 'باریکه (نوار نازک): کلفتی ۲–۵ میلی‌متر و عرض ۷۶۰ – ۱۳۳۰ میلی‌متر دارد.'

## شروع فرایند، کنترل و مشکلات مربوط آن
به راه اندازی دستگاه ریخته‌گری پیوسته شامل قرار دادن یک dummy bar (ضرورتاً یک قطعه فلز منحنی) درون اتاقک اسپری تا قسمت انتهایی قالب را ببندد. فلز درون قالب ریخته می‌شود و پس از انجماد توسط dummy bar بازگیری می‌شود. این بسیار مهم است که تجهیزات بعدی فلز تضمین شده باشند تا مانع خاموش و ریستارت کردن‌های غیرضروری شود. هر بار که دستگاه دوباره به کار می‌افتند، نیازمند یک تاندیش جدید خواهد بود و چون فلز داخل تاندیش قابل تخلیه نمی‌باشد، همان‌طور به صورت skull منجمد می‌شود. برای جلوگیری از این ایجاد این مشکل، می‌توان دهانه کوره را تنگ‌تر کرد تا کنترل بیشتری روی دما ایجاد شود. البته این دما می‌تواند متغیر باشد؛ بسته به نوع آلیاژها و مقدار وجود ذرات زاید و گرم کردن دهانه و خود کوره قبل از ورود فلز.
هرچند میزان ریخته‌گری می‌تواند به دلیل کم کردن فلزات در تاندیش کاهش یابد (و یا برعکس با اضافه کردن فلز در تاندیش افزایش یابد). البته امکان دارد turnaround برای توالی تولید برنامه‌ریزی شده باشد، مثلاً هنگامی که دمای تاندیش پس از مدتی بسیار بالا می‌رود یا صرفاً طول عمر اجزای غیرقابل تعویض به پایان می‌رسد.
بسیاری از عملیات ریخته‌گری پیوسته اکنون به‌طور کامپیوتری کنترل می‌شوند. چندین سنسور الکترومغناطیسی، حرارتی یا تشعشعاتی در دهانه لوله، تاندیش و قالب تعبیه می‌شوند تا میزان فلز، دمای مذاب داغ یا میزان سیالیت آن را اندازه‌گیری کنند. سپس کنترل قابل برنامه‌نویسی(PLC) با کنترل سرعت ریل‌های بازگیری، میزان استاندارد بازگیری را تنظیم کند. حرکت فلز به درون قالب می‌تواند از سه روش زیر کنترل شود:
- توسط میله‌های نگه‌دارنده که به داخل تاندیش می‌روند.
- توسط دیواره‌های کناری در ابتدای لولهٔ منتهی به قالب
- اگر فلز به صورت باز ریخته می‌شود، این میزان توسط نازل‌های قابل سنجش تنظیم می‌شود.

گذشته بر اینها، سرعت ریخته‌گری توسط دهانه‌های کناری در دیواره با ایجاد تغییر در مقدار فلز داخل تاندیش قابل تنظیم است. PLC همچنین قابلیت تنظیم نوسان قالب و مقدار پودر وارده شده به قالب و همین‌طور میزان آب اسپری‌های خنک‌کننده را داراست. کنترل کامپیوتری همچنین این اجازه را می‌دهد تا اطلاعات حیاتی به سایر بخش‌های تولید ارسال شود تا اطلاعات ارسالی برای تنظیم دستگاه‌ها مانع ریزش یا کمبود تولیدات شود.

### آلودگی توسط اکسیژن
اگر فلز پیش از شروع ریخته‌گری تمیز نشده باشد یا در طول انجام فرایند آلوده شود، فرایند ریخته‌گری پیوسته به نوعی بی‌فایده خواهد بود. هر چند مقدار قابل توجهی از فرایندهای اتوماتیک، انقباض را تقریباً از بین برده و مقدار جدایی قطعات را به حداقل رسانده‌اند. یکی از روش‌های اصلی که در طی آن فلز داغ آلوده می‌شود، اکسید شدن است. این عمل به‌طور سریع در دمای ذوب فلز اتفاق می‌افتد. (حداکثر تا دمای ۱۷۰۰ درجه سانتیگراد برای فولاد) همچنین امکان ورود گازها، ذرات خاکستر یا آلیاژهای غیرقابل حل نیز وجود دارد. برای جلوگیری از اکسید شدن، فلز تا حد امکان از اتمسفر موجود ایزوله می‌شود. برای رسیدن به این شرایط، محافظ باز سطح فلز مذاب پوشانده می‌شود. (به وسیلهٔ لوله‌ها. در دهانه و تاندیش و قالب نیز توسط سرباره ترکیبی از مواد پوشانده می‌شود) در تاندیش هرگونه دخول که عمقی کمتر از عمق فلز مایع دارد – حباب‌های گاز، ذرات دیگر، اکسید یا آلیاژهای حل نشدنی – بالا رفته و در لایه ذرات سطحی به دام می‌افتد. هنگامی که تاندیش و قالب برای اولین بار در دور ریخته‌گری پر می‌شوند، به‌طور نا مطلوبی با اکسیژن ترکیب شده و آلودگی بسیاری توسط اکسیژن بر قطعه ایجاد می‌شود. معمولاً قطعات تولید شده اولیه به مشتریانی که خواستار کیفیت بالا نیستند، عرضه می‌شود.

### گریز
از بزرگترین مشکلات موجود در ریخته‌گری پیوسته، خروج (گریز) فلز مایع می‌باشد: به عنوان مثال لایه جامد استرند به هر دلیلی شکسته و باعث شود فلز مذاب از راه گریز ایجاد شده دستگاه را به‌هم بریزد. در بیشتر محیط‌های صنعتی این مشکل بسیار پرهزینه می‌باشد چرا که باید دستگاه خاموش شده و حذف فلز مذاب انجام می‌گیرد یا در مواردی تعویض دستگاه. گریز معمولاً به دلیل نازک بودن دیواره و عدم توانایی تحمل مذاب اتفاق می‌افتد که این امر با مدیریت گرمایی فلز قابل حل خواهد بود. همچنین به دلیل درست نبودن جریان خنک‌کننده که موجب خنک کاری ناکافی فلز در حال انجماد می‌شود. این عمل باعث می‌شود دیواره جامد به آرامی تشکیل شود و اگر سرعت ریزش مذاب بیشتر باشد، امکان دارد دیواره‌ای که به حد کافی کلفت نشده، تحمل گرمای مذاب را نداشته باشد و باعث شکستن دیواره و بیرون ریختن مذاب شود. همین‌طور امکان دارد دیواره در اثر استرس‌های وارده در مرحله کشش و صافکاری دچار ترک و در نتیجه گریز فلز شود. گریز همچنین می‌تواند به دلیل بی نظمی‌های فیزیکی رخ دهد یا آسیب‌های ایجاد شده در ثانیه‌های آغاز انجماد در قالب. تلاطم بیش از حد در قالب نیز موجب شکل گرفتن قطعه به صورت بی قاعده و غیر نرمال شده و ممکن است ذرات خاکستر و … در دیواره‌ها به دام افتاده و در نهایت مقاومت قسمتی از دیواره را کاهش دهند. یک اتفاق معمول نیز چسبیدن دیواره به قالب و کنده شدن قسمتی از آن می‌باشد. در قالب‌های مدرن و با سیستم‌های کنترل کامپیوتری این مشکل رفع شده و فرایند جداسازی از قالب به آهستگی صورت می‌گیرد تا تغییراتی دمایی در دیواره‌ها به‌طور تنظیم شده رخ دهد.

### سایر موارد
از دیگر مشکلات احتمالی در این فرایند، «جوشش کربن» می‌باشد. وقتی اکسیژن حل نشده در فولاد با کربن درون آن واکنش می‌دهد و حباب‌های کربن منو اکسید را تشکیل می‌دهد. همان‌طور که از عبارت جوشش پیداست، این واکنش بسیار سریع و با شدت اتفاق می‌افتد و حجم زیادی گاز داغ تولید می‌کند و اگر فرایند ریخته‌گری در فضای محدود و بسته در حال انجام باشد، این اتفاق بسیار خطرناک تلقی می‌شود. در صورت اضافه کردن سیلیکون یا آلومینیوم به فولاد می‌توان اکسیژن موجود در آن را از میان برد، چرا که اکسیژن با سیلیکون و آلومینیوم واکنش داده و سیلیکون اکسید(سیلیکا) و آلومینیوم اکسید (آلومینیا) را تشکیل می‌دهد. هر چند آلومینیوم بیش از حد موجب خفگی در نازل‌های ریخته‌گری شده و عملیات را موقف می‌کند.
محاسبات دینامیک سیالات و دیگر تکنیک‌های حرکت سیالات امروزه به‌طور گسترده‌ای در طراحی عملیات ریخته‌گری پیوسته بکار گرفته می‌شود. بخصوص در تاندیش جهت حصول اطمینان از عدم دخول و تلاطم در فلز مذاب و اطمینان از اینکه تمام فلز قبل از خنک شدن بیش از حد، وارد قالب شوند. تغییرات اندک در حالات حرکت به داخل تاندیش و قالب می‌تواند موجب ایجاد تفاوت در تلرانس محصولات تولیدی شود.

## استارتر بار
استارتر بار یا همان dummy bar دارای یک قسمت انتهایی آزاد منعطف برای ذخیره‌سازی و یک سمت محکم تر برای اتصال به قالب است. استارتر بار از قسمت‌های جدا از هم تشکیل شده که قابل تنظیم بوده و امکان برابر شدن با راه ریخته‌گری را فراهم می‌کند. همچنین قطعهٔ منعطف انتهایی استارتر بار اجاره می‌دهد در موارد لازم؛ قطری کوچکتر از قطر راه ریخته‌گری اختیار کند. قبل از شروع ریخته‌گری استارتر بار توسط یک محرک هیدرولیکی (در جهت مخالف ریخته‌گری) به داخل ریل‌ها صورت می‌گیرد. هنگامی که تمام مسیر تا انتهای قالب انجام شد، عملیات می‌تواند آغاز شود.

## ریخته‌گری نوار مستقیم
ریخته‌گری نوار مستقیم یک روش ریخته‌گری پیوسته برای تولید ورق‌های فلزی مستقیم از حالت مذاب است تا نیاز به روش‌های دشوار ثانویه نباشد. برای ورق‌های فولاد کم کربن، این روش بسیار جدیدی می‌باشد که در دهه اخیر بسیار مورد توجه قرار گرفته‌است.

## ریخته‌گری پیوسته دو تسمه‌ای
یک روش ریخته‌گری پیوسته است که میله‌های فلزی حجیم تولید می‌کند. ریخته‌گری پیوسته دو تسمه‌ای حاوی یک قالب متحرک است که تسمه‌های فولاد-کربن به‌طور موازی در بالا و انتهای سطح ریخته‌گری، تحت کشش نگهداری شده‌اند.
فلزات ریخته شده در دستگاه‌های ریخته‌گیری پیوسته دو تسمه‌ای : مس (میله، آند، باریکه)، آلومینیوم (باریکه)، روی (باریکه)، سرب (باریکه)
میزان و سرعت تولید : میزان تولید در این روش حداکثر تا ۶۰ تن بر ساعت و حداکثر سرعت ۱۴ متر بر دقیقه می‌باشد.
ریخته پیوسته دو تسمه‌ای یک روش ریخته‌گری نیمه آماده می‌باشد و نیاز به عملیات نورد و شکل‌دهی ثانویه را کاهش می‌دهد. به عنوان مثال، هنگام ریخته‌گری ورق آند مس، قطعهٔ ریخته نورد نمی‌شود بلکه توسط برشکاری به‌طور مستقیم به ورق‌های آند برش داده می‌شود.
تسمه‌های خنک‌کننده معمولاً از جنس فولاد کم کربن و تحت کشش در دستگاه ریخته‌گری قرار دارد تا از دقت و پوشش سطح آن اطمینان حاصل شود. به محض ورود یک تسمه سرد به ناحیهٔ قالب، در قسمت ریخته‌گری گرما به آن وارد می‌شود و هدف جلوگیری از انبساط گرمایی است. هنگام ریخته‌گری نوار عریض، این نیروها باید برای حذف خم شدگی و کاهش اعوجاج گرمایی در ابتدای قالب کنترل شوند. این نیروها می‌توانند با از پیش گرما دادن تسمه‌ها قبل از ورود به قالب‌ها کنترل شوند یا با تثبیت مغناطیسی در بدو ورود به قالب.
از پیش گرما دادن تسمه‌ها : برای ریخته‌گری نوار عریض، از پیش گرم کردن در ابتدای ورود به قالب، برای رساندن بلافاصلهٔ دمای تسمه به ۱۵۰ درجه سانتیگراد و بیشتر صورت می‌گیرد تا تأثیرات قالب‌گیری سرد کاهش یابد. ساختار فنری گرماده می‌تواند به صورت عرضی در تسمه‌ها برای از پیش گرما دادن، تعبیه شود تا اعوجاج‌های گرمایی جلوگیری شود. همچنین از پیش گرما دادن باعث حذف هرگونه رطوبت از سطح تسمه‌ها خواهد شد.
تثبیت مغناطیسی : هنگام ریخته‌گری نوار عریض، به دلیل استفاده از نیروی بالا تمایل به اعوجاج گرمایی می‌تواند افزایش یابد. ریل‌های حامی تسمه مغناطیسی درون ناحیه قالب‌ها قرار دارند.
در داخل دستگاه ریخته‌گری دو تسمه‌ای، فلز مذاب به‌طور صعودی با ورود به قالب شروع به انجماد می‌کند. همچنین به همراه مخزن فلز مذاب حاضر میان دیوارهٔ خارجی انجماد. رویه، بافت و لایه‌های گازی تسمه برای بهبود آهنگ انتقال گرما از فلز ریخته به تسمه به کار می‌روند. کلفتی نهایی می‌تواند در ۳۰٪ ابتدای مسیر رخ دهد (برای نوار نازک) یا تا ۲ متر مانده به خروجی قالب (برای میله‌های بزرگ) جایی که اسپری‌های خنک‌کننده و ریل‌های حامی نیازمند است.
تغذیه حمام بسته : هنگام ریخته‌گری فلزهای معینی همچون آلومینیوم، عملیات تزریق تغذیه فلز به درون سیستم در حمام بسته بکار می‌رود. در اینجا، فلز تحت فشار آرامی وارد چاه راه قالب بسته می‌شود. جریان فلز توسط مقدار هر لحظه آن در تاندیش کنترل می‌شود. نازل تغذیه معمولاً از جنس مواد سرامیکی می‌باشد چرا که در برابر دما مقاوم و قابلیت نفوذپذیری گازهای خارج شده از فلز در حال جریان را دارد.
تغذیه حمام باز : هنگام ریخته‌گری فلزهای دیگری همچون؛ روی، مس و سرب سیستم تغذیه حمام باز بکار می‌رود. فلز از تاندیش به سمت یک حمام ثابت جریان می‌یابد و متقارب با تسمه شکل داده می‌شود. گازهایی برای مقابله یا اکسید شدن ممکن است بکار گرفته شود.
قالب tapering : تفاوت دستگاه ریخته‌گری دو تسمه‌ای با سایر دستگاه‌های قالب محرک در این است که سطح هر چهار قالب مستقل از هم است. سرعت بالای سیال خنک‌کننده که از پشت تسمه وارد می‌شود، این فشار وارده موجب ایجاد نیرویی در پشت تسمه می‌شود. این نیرو هنگام انقباض باریکه در جهت مخالف بر سطح آن وارد می‌شود.
کنترل سطح فلز مذاب : برای بدست آوردن سرعت‌های بالای ریخته‌گری و سطح بالایی از حمام، سنجش‌هایی برای اندازه‌گیری سطح فلز بدون برخورد و به‌طور الکترومغناطیسی می‌توانند در دستگاه ریخته‌گری مورد استفاده قرار بگیرند.
ریخته‌گری آلومینیوم و مس باریکه : به‌طور معمول دستگاه‌های ریخته‌گری پیوسته نوار دو تسمه‌ای، ظرفیت تولید ریخته‌هایی با ابعاد ۱۰–۳۵ میلی‌متر کلفتی تا عرض حداکثر ۲۰۳۵ میلی‌متر را دارند. بعد از ورود به میله‌های داغ نورد، ریختهٔ باریکه معمولاً ۱–۳ میلی‌متر کاهش کلفتی خواهد داشت.
ریخته‌گری میله مس : ابعاد ریخته حدود ۳۵–۷۵ میلی‌متر کلفتی و عرض ۵۰–۱۵۰ میلی‌متر می‌باشد. بعد از عبور از نورد داغ قطر میله تا حداکثر ۸ میلی‌متر کاهش می‌یابد تا در کشش مفتول بکار آید.
ریخته‌گری آند مس : عرض آند تقریباً ۱ متر و کلفتی آن ۱۶ تا ۴۵ میلی‌متر می‌باشد. اولین مزیت این روش تولید، یکسان بودن اندازه و کیفیت سطح در تمامی آندهای تولید شده‌است. آند تولید شده توسط این روش، نیازی به آماده‌سازی‌های بعدی نخواهد داشت.
طول قالب : طول قالب برای دستگاه‌های ریخته‌گری باریکه تقریباً ۲۰۰۰ میلی‌متر و برای ماشین‌های ریخته‌گری میله مسی حداکثر تا ۳۷۰۰ میلی‌متر می‌باشد.